# بيتر فاغنر
بيتر فاغنر هو سياسي كندي، ولد في 6 يونيو 1916، وتوفي في 13 أغسطس 1995.